# Alexander Gadjiev
Alexander Gadjiev (ur. 23 grudnia 1994) – włosko-słoweński pianista klasyczny, laureat II nagrody XVIII Międzynarodowego Konkursu Pianistycznego im. Fryderyka Chopina (2021).

## Życiorys
Pochodzi z Gorycji, miasta na pograniczu Włoch oraz Słowenii. Jego rodzice są muzykami i nauczycielami gry na pianinie. Początkowo uczył się przez ponad dziesięć lat pod kierunkiem swojego ojca, Siavusha Gadjieva. Następnie studiował w Mozarteum w Salzburgu w klasie Pawła Giliłowa, potem w Hochschule für Musik Hanns Eisler w Berlinie w klasie Eldara Nebolsina.
W 2015 zwyciężył w IX Międzynarodowym Konkursie Pianistycznym w Hamamatsu, a w 2018 w World Piano Masters w Monte Carlo. W 2021 zdobył pierwszą nagrodę w Międzynarodowym Konkursie Pianistycznym w Sydney. Nagrania z konkursu w Sydney wydane zostały na płycie „Alexander Gadjiev Live”.
W październiku 2021 wziął udział w XVIII Międzynarodowym Konkursie Pianistycznym im. Fryderyka Chopina, w którym zajął II miejsce (ex eaquo). Zdobył też nagrodę specjalną, ufundowaną przez Krystiana Zimermana za najlepsze wykonanie sonaty. W marcu 2022 nakładem NIFC wyszedł dwupłytowy album zawierający nagrania z Konkursu.
W latach 2019–2021 należał do programu Artystów Nowego Pokolenia BBC (BBC Radio 3 New Generation Artists).
W 2018 wydał debiutancki album Literary Fantasies, zawierający muzykę Roberta Schumanna i Ferenca Liszta.
Mówi pięcioma językami: włoskim, słoweńskim, angielskim, niemieckim i rosyjskim.